# Philoponella vicina
Philoponella vicina là một loài nhện trong họ Uloboridae. 
Loài này thuộc chi Philoponella. Philoponella vicina được Octavius Pickard-Cambridge miêu tả năm 1899.
Loài nhện này không giết con mồi bằng nọc độc, nhưng thay vào đó, chúng quấn con mồi trong hàng trăm mét tơ nhện để nghiền nát nó cho đến chết. Sau đó, con nhện tiếp tục bơm dịch tiêu hóa vào tấm lưới quấn con mồi, sau đó hút chất lỏng đã được tiêu hóa trước.
Loài nhện này hiện diện ở hơn một nửa số quả cầu tơ được xây dựng, phổ biến nhất là có hai đường hướng lên và xuống từ con nhện. Nếu chỉ xây dựng một nửa đường tròn, chúng chủ yếu được xây dựng phía trên con nhện. Một số loài nhện xây dựng mạng nhện để nghỉ ngơi không dùng để bắt mồi. 